# توماس هارتمان
توماس هارتمان (بالألمانية: Thomas Hartmann)‏ ‏ (1952 في تورينغن - 23 فبراير 2019 ) أستاذ جامعي، ومصمم رقص من ألمانيا.